# بورومو

بورومو شهری در شهرستان بورومو در استان باله در بورکینافاسوی جنوبی است و جمعیت آن ۱۱۶۹۴ نفر است.